# Стерликов, Николай Яковлевич
Николай Яковлевич Стерликов (1924 — ?) — помощник командира взвода 21-й отдельной гвардейской разведывательной роты (33-я гвардейская стрелковая дивизия) гвардии старший сержант, участник Великой Отечественной войны, кавалер ордена Славы трёх степеней.

## Биография
Родился в 1924 году, место рождения не установлено. Русский. Член КПСС с 1945 года. Жил в городе Москве.
В августе 1941 года был призван в Красную армию Киевским райвоенкоматом Москвы. В боях Великой Отечественной войны с сентября 1942 года. Участвовал в битве за Сталинград.
К лету 1943 года гвардии ефрейтор Стерликов воевал разведчиком в составе 21-й отдельной гвардейской разведывательной роты 33-й гвардейской стрелковой дивизии, в составе которой прошёл до Победы.
В двадцатых числах июля 1943 года дивизия, форсировав Миус, сражалась у Степановки и Сауровки, в районе легендарной Саур-Могилы (Донецкая область, Украина). В этих боях разведчик Стерликов заслужил первую боевую награду получил - медаль «За боевые заслуги». В бою 27 июля 1943 года гранатами подавил огневую точку, уничтожив 8 вражеских солдат и офицера.
В боях в ходе Крымской наступательной операции, действуя в головном дозоре, в составе разведгруппы уничтожил автомашину и 11 гитлеровцев. Был представлен к одену Славы 3-й степени, но награждён второй медалью «За боевые заслуги».
4 мая 1944 года в бою за безымянную высоту в 9 км северо-восточнее города Севастополь (Крым) гвардии ефрейтор Стерликов под огнём противника скрытно подобрался к его траншее. Несмотря на артиллерийский огонь, свой и противника, ворвался в траншею, огнём из автомата уничтожил более 10 гитлеровцев и гранатой - расчёт пулемёта, взял одного пленного. Удерживал позицию до подхода стрелков батальона.
Приказом по частям командира 33-й гвардейской стрелковой дивизии от 11 июня 1944 года гвардии ефрейтор Стерликов Николай Яковлевич награждён орденом Славы 3-й степени.
После окончания боёв за Крым и короткого отдыха дивизия была переброшена на 1-й Прибалтийский фронт. Уже в июле вела бои за освобождение Прибалтики. Особо отличился разведчик Стерликов в боях в Восточной Пруссии, при штурме Кёнигсберга зимой-весной 1945 года.
19 февраля 1945 года гвардии старший сержант Стерликов с группой разведчиков, прикрывая наблюдательный пункт командира дивизии, отразил три атаки превосходящих сил противника. В тот же день, выполняя задачу по захвату контрольного пленного, разведчики ворвались во вражескую траншею двух контрольных пленных и 2 пулемёта, одного из пленных взял лично командир группы.
За эти бои награждён орденом Отечественной войны 2-й степени.
28 февраля 1945 года в боях на подступах к городу Кёнигсберг (Восточная Пруссия, ныне город Калининград) гвардии старший сержант Стерликов с пятью бойцами отделения в течение 12 часов удерживал важную высоту.
Разведчики отбили 4 контратаки превосходящих сил противника около 30 гитлеровцев, 4 пулемёта и 2 захватили целыми. Лично командир истребил 10 вражеских солдат и захватил пулемёт.
Приказом по войскам 43-й армии от 21 марта 1945 года (№ 75) гвардии старший сержант Стерликов Николай Яковлевич награждён орденом Славы 2-й степени.
В ночь на 9 апреля 1945 года на северной окраине города Кёнигсберг гвардии старший сержант Стерликов с группой разведчиков, обороняя командный пункт дивизии, вступил в бой с превосходящими силами противника. При отражении контратаки гранатой подбил самоходную артиллерийскую установку, огнём из автомата уничтожил до 10 солдат. Был представлен к награждению орденом Красного Знамени.
Указом Президиума Верховного Совета СССР от 29 июня 1945 года гвардии старший сержант Стерликов Николай Яковлевич награждён орденом Славы 1-й степени. Стал полным кавалером ордена Славы.
После Победы продолжал службу в армии, в Закавказском военном округе. Сведений о дальнейшей судьбе нет.

## Награды
- Орден Отечественной войны II степени (07.03.1945)[3]
- орден Славы I степени(29.06.1945)[4]
- орден Славы II степени(21.03.1945)[5]
- орден Славы III степени (11.06.1944)[6]
  - медали, в том числе:
  - Медаль «За боевые заслуги» (07.08.1943)[2][7].
  - Медаль «За боевые заслуги»(16.05.1944)[2][8].
  - Медаль «За оборону Сталинграда»   (1944)[1]
  - «За победу над Германией в Великой Отечественной войне 1941—1945 гг.» (1945)[9]
  - «За взятие Кёнигсберга» (1945)[10]